# Japonský pavilon
Již zaniklý Japonský pavilon bývalé porcelánky Karla Knolla stával nedaleko továrny na ostrůvku dnešního koupaliště na Rolavě v někdejší obci Rybáře, dnes městské části Karlových Varů. Postaven byl v letech 1885–1886 za účelem přilákání lázeňských hostů, potenciálních zákazníků a kupců porcelánu.

## Historie
V roce 1842 zakoupil karlovarský obchodník Karel Knoll před soutokem Rolavy s Ohří v Rybářích pozemky a dílnu na výrobu kameninových rour a zřídil plavírnu kaolinu pro porcelánky v Karlových Varech a okolí. V podnikání se mu dařilo a postupem času na tomto místě již stála jeho vlastní prosperující továrna na porcelán. Vyráběly se zde lázeňské pohárky, figurální porcelán a servisy pro hotely v Karlových Varech.
Japonský pavilon byl postaven v rozmezí let 1885–1886 jako atraktivní místo pro zákazníky a kupce výrobků porcelánky. K otevření došlo 5. června 1886. Z centra lázní od Skalního pramene existovalo autobusové spojení, které sem zájemce během několika minut za 30 krejcarů dopravilo.
Pavilon byl ve své době natolik jedinečný, že byl v roce 1900 rozebrán a zapůjčen na světovou výstavu v Paříži.
V roce 1905 byla v areálu továrny postavena další budova – vzorkovna porcelánky, kde si zájemci mohli nabízené produkty zakoupit.
Od roku 1938 a v následných válečných letech již nebyl pavilon udržován. Atraktivní části a materiály stavby postupem času zmizely a zbylá shnilá dřevěná konstrukce byla v roce 1953 stržena.

## Popis
Pavilon svým vzhledem připomínal orientální architekturu a v okolí působil jedinečně. O estetický účinek se zasloužily i tři druhy použitého materiálu – fajánse, parianu (nažloutlý neglazovaný porcelán) a tvrdého porcelánu. Dekoraci ve fajánsu provedli výtvarníci Hermann Zimmermann a Wilhelm Jessl podle návrhů Adolfa Miessnera. Stavba měla čtvercový půdorys se dvěma vystouplými rohy a zdobily ji tři věže. Střechy věží byly pokryty porcelánovými deskami zdobenými japonskými vzory, např. různými typy orientálních draků. Parianové stěny obsahovaly čtyři malé a osm velkých maleb, které podle japonských tradic zobrazovaly v nadživotní velikosti různé ptactvo s japonskou krajinou v pozadí.
Vnitřní prostor pavilonu sloužil jako kavárna/čajovna a místo k odpočinku po nákupech porcelánu. Atmosféru vytvářela i vůně orientálních čajů a též ženy oblečené do japonských kimon. Stavba byla umístěna na ostrůvku, obklopena rybníkem, tehdy zvaném Mlýnský, s lekníny, labutěmi a kachnami; dala se vypůjčit lodička a dokonce se mohlo na rybníku i rybařit. Ostrůvek byl spojen s pevninou 42metrovým můstkem.